# Deise Falci
Deise Falci de Castro (Porto Alegre, 2 de janeiro de 1980) é uma esgrimista brasileira.
Começou a praticar esgrima aos nove anos de idade. Aos dezessete, foi treinar na Itália. Casou-se com o treinador italiano Pier Luigi Chicca. De volta ao Brasil, passou a fabricar equipamentos para esgrimistas brasileiros.
Disputou os Jogos Pan-Americanos de 2007, no Rio de Janeiro. No sabre, foi eliminada pela porto-riquenha Melanie Mercado Mendez. No florete, foi reserva da equipe feminina que terminou em quarto lugar.

## Medalhas

### Florete
- 1997 - Campeã Panamericana de esgrima
- 1998 - Campeonato Brasileiro de Esgrima - Prata
- 2000 - Campeonato Brasileiro de Esgrima - Bronze
- 2004 - Campeonato Brasileiro de Esgrima - Prata
- 2005 - Campeonato Brasileiro de Esgrima - Bronze
- 2006 - Campeonato Brasileiro de Esgrima - Ouro

### Sabre
- 2000 - Campeonato Brasileiro de Esgrima - Bronze
- 2005 - Campeonato Brasileiro de Esgrima - Ouro
- 2006 - Campeonato Brasileiro de Esgrima - Ouro
- 2008 - Campeonato Brasileiro de Esgrima - Prata
- 2009 - Campeonato Brasileiro de Esgrima - Prata